# Get Away (Mobb Deep)
Get Away è un brano musicale del gruppo rap statunitense Mobb Deep, pubblicato nel 2002 come terzo singolo estratto dall'album Infamy. È stato prodotto da Ez Elpee.

## Informazioni
Il brano non è entrato nella Billboard Hot 100, ma ha raggiunto la posizione n.75 nella Hot R&B/Hip-Hop Songs.
Il suo testo è stato scritto dagli stessi Havoc e Prodigy.

## Videoclip
Il videoclip è stato girato in Tijuana e mostra i Mobb Deep mentre rappano per le strade desolate della città o mentre sono alla guida dell'automobile con la quale stanno attraversando lo stato. Una scena è stata anche girata all'interno di un hotel.

## Tracce
LATO A:
1. Get Away [Clean Version]
2. Get Away [Dirty Version]
3. Get Away [Instrumental]

LATO B:
1. Hey Luv (Anything) [Clean Version]
2. Hey Luv (Anything) [Dirty Version]
3. Hey Luv (Anything) [Instrumental]

## Posizioni in classifica
| Chart (2002)                    | Posizione massima |
| ------------------------------- | ----------------- |
| Billboard Hot R&B/Hip-Hop Songs | 75                |